# Такатані Сосуке
Сосуке Такатані (яп. 高谷 惣亮; нар. 5 квітня 1989) — японський борець вільного стилю, срібний призер чемпіонату світу, бронзовий призер Кубку світу, учасник трьох Олімпійських ігор.

## Біографія
Боротьбою почав займатися з 2002 року. Виступає за борцівський клуб ALSOK, Токіо. Тренер Масанорі Огасі.
Закінчив Університет Такушоку в Токіо.

### Родина
Його молодший брат Даїті Такатані — борець вільного стилю, член національної збірної Японії, срібний та бронзовий призер чемпіонатів Азії, дворазовий срібний призер Азійських ігор, бронзовий призер Кубку світу.

## Спортивні результати на міжнародних змаганнях

### Виступи на Олімпіадах
| Змагання                    | Збірна | Вагова категорія          | Місце |
| --------------------------- | ------ | ------------------------- | ----- |
| Літні Олімпійські ігри 2012 | Японія | вільна боротьба, до 74 кг | 15    |
| Літні Олімпійські ігри 2016 | Японія | вільна боротьба, до 74 кг | 7     |
| Літні Олімпійські ігри 2020 | Японія | вільна боротьба, до 86 кг | 10    |

### Виступи на Чемпіонатах світу
| Змагання                        | Збірна | Вагова категорія          | Місце  |
| ------------------------------- | ------ | ------------------------- | ------ |
| Чемпіонат світу з боротьби 2013 | Японія | вільна боротьба, до 74 кг | 7      |
| Чемпіонат світу з боротьби 2014 | Японія | вільна боротьба, до 74 кг | Срібло |
| Чемпіонат світу з боротьби 2015 | Японія | вільна боротьба, до 74 кг | 14     |
| Чемпіонат світу з боротьби 2017 | Японія | вільна боротьба, до 74 кг | 8      |
| Чемпіонат світу з боротьби 2018 | Японія | вільна боротьба, до 79 кг | 11     |
| Чемпіонат світу з боротьби 2019 | Японія | вільна боротьба, до 86 кг | 10     |

### Виступи на Кубках світу
| Змагання                    | Збірна | Вагова категорія          | Місце  |
| --------------------------- | ------ | ------------------------- | ------ |
| Кубок світу з боротьби 2012 | Японія | вільна боротьба, до 74 кг | 4      |
| Кубок світу з боротьби 2013 | Японія | вільна боротьба, до 74 кг | 11     |
| Кубок світу з боротьби 2014 | Японія | вільна боротьба, до 74 кг | 8      |
| Кубок світу з боротьби 2018 | Японія | команда                   | Бронза |
| Кубок світу з боротьби 2019 | Японія | команда                   | 4      |

### Виступи на інших змаганнях
| Змагання                                                      | Збірна | Вагова категорія          | Місце  |
| ------------------------------------------------------------- | ------ | ------------------------- | ------ |
| Олімпійський кваліфікаційний турнір з боротьби 2008 (Варшава) | Японія | вільна боротьба, до 74 кг | 7      |
| Чемпіонат світу з боротьби серед студентів 2010               | Японія | вільна боротьба, до 74 кг | 7      |
| Турнір Дана Колова — Николи Петрова 2011                      | Японія | вільна боротьба, до 74 кг | 10     |
| Міжнародний меморіал Дейва Шульца 2012                        | Японія | вільна боротьба, до 74 кг | 4      |
| Олімпійський кваліфікаційний турнір з боротьби 2012 (Астана)  | Японія | вільна боротьба, до 74 кг | Срібло |
| Гран-прі «Іван Яригін» 2013                                   | Японія | вільна боротьба, до 74 кг | 16     |
| Кубок Тахті 2014                                              | Японія | вільна боротьба, до 74 кг | 16     |
| Турнір Яшара Догу 2014                                        | Японія | вільна боротьба, до 74 кг | 9      |
| Меморіал Вацлава Циолковського 2015                           | Японія | вільна боротьба, до 74 кг | Срібло |
| Олімпійський кваліфікаційний турнір з боротьби 2016 (Астана)  | Японія | вільна боротьба, до 74 кг | Срібло |
| Перлина Македонії 2016                                        | Японія | вільна боротьба, до 86 кг | Золото |
| Гран-прі «Іван Яригін» 2017                                   | Японія | вільна боротьба, до 74 кг | 6      |
| Всеяпонський відкритий чемпіонат з вільної боротьби 2018      | Японія | вільна боротьба, до 79 кг | Золото |
| Чемпіонат Японії з вільної боротьби 2018                      | Японія | вільна боротьба, до 86 кг | Золото |
| Чемпіонат Японії з вільної боротьби 2019                      | Японія | вільна боротьба, до 86 кг | Золото |
| Чемпіонат Японії з вільної боротьби 2020                      | Японія | вільна боротьба, до 92 кг | Золото |
| Олімпійський кваліфікаційний турнір з боротьби 2020           | Японія | вільна боротьба, до 86 кг | Бронза |
| Олімпійський кваліфікаційний турнір з боротьби 2020           | Японія | вільна боротьба, до 86 кг | Золото |

### Виступи на змаганнях молодших вікових груп
| Змагання                                      | Збірна | Вагова категорія          | Місце |
| --------------------------------------------- | ------ | ------------------------- | ----- |
| Чемпіонат Азії з боротьби серед кадетів 2005  | Японія | вільна боротьба, до 63 кг | 5     |
| Чемпіонат Азії з боротьби серед кадетів 2006  | Японія | вільна боротьба, до 69 кг | 7     |
| Чемпіонат світу з боротьби серед юніорів 2007 | Японія | вільна боротьба, до 74 кг | 5     |
| Чемпіонат світу з боротьби серед юніорів 2009 | Японія | вільна боротьба, до 74 кг | 9     |